# Radwanice (powiat Polkowicki)
Radwanice (Duits: Wiesau) is een dorp in het Poolse woiwodschap Neder-Silezië, in het district Polkowicki. De plaats maakt deel uit van de gemeente Radwanice en telt 2100 inwoners.